# Jean Dunot
Jean Dunot, nom de scène de  Xavier Joseph Alfred Taminau, est un acteur français, né le 14 novembre 1906 à Montlhéry (Seine-et-Oise), mort le 29 janvier 1968 à Draveil (Essonne).

## Filmographie

### Cinéma
- 1932 : Bariole de Benno Vigny
- 1932 : Les Bleus de l'amour de Jean de Marguenat
- 1933 : La Robe rouge de Jean de Marguenat : Benoît
- 1933 : Tire-au-flanc d'Henry Wulschleger
- 1933 : Monsieur Cordon de Pierre Prévert : Monsieur Cordon
- 1934 : La Caserne en folie de Maurice Cammage : Oscar
- 1934 : Le Monde où l'on s'ennuie de Jean de Marguenat : Le jardinier
- 1935 : Veille d'armes de Marcel L'Herbier
- 1935 : La Mariée du régiment de Maurice Cammage
- 1935 : Un soir de bombe de Maurice Cammage : Dédé
- 1936 : Prête-moi ta femme de Maurice Cammage : Le croque-mort
- 1936 : Une femme qui se partage de Maurice Cammage : Léopold Vernot
- 1936 : L'Homme sans cœur de Léo Joannon
- 1936 : Nitchevo de Jacques de Baroncelli
- 1936 : Feu la mère de madame de Germain Fried
- 1937 : Si tu reviens de Jacques Daniel-Norman : François Itier
- 1937 : Rendez-vous Champs-Élysées de Jacques Houssin
- 1937 : Le Plus Beau Gosse de France de René Pujol
- 1937 : Mon député et sa femme de Maurice Cammage
- 1938 : Une de la cavalerie de Maurice Cammage
- 1938 : Clodoche de Raymond Lamy : La Fouine
- 1938 : La Marraine du régiment de Gabriel Rosca
- 1939 : Ma tante dictateur de René Pujol : Robinet
- 1943 : Bonsoir mesdames, bonsoir messieurs de Roland Tual : Jim Cascade
- 1945 : Jeux de femmes de Maurice Cloche
- 1945 : Madame et son flirt de Jean de Marguenat : Justin
- 1945 : Symphonies de Louis Devaivre (Court-métrage)
- 1946 : Le destin s'amuse de Emile-Edwin Reinert : L'agent
- 1946 : Un beau contrat de Jean Devaivre (Court-métrage)
- 1947 : Quai des Orfèvres d'Henri-Georges Clouzot : Nitram, le chanteur qui répète
- 1947 : Paris une nuit - court métrage - de Jean Devaivre
- 1948 : La Bataille du feu ou Les Joyeux conscrits de Maurice de Canonge : Un chanteur
- 1948 : Toute la famille était là de Jean de Marguenat : Parmelin
- 1949 : Vive la grève de Robert Péguy (Court-métrage)
- 1950 : Les Joyeux Pèlerins de Fred Pasquali : Max
- 1950 : L'Atomique Monsieur Placido de Robert Hennion : Le policier
- 1950 : Le Rosier de Madame Husson de Jean Boyer : Polyte
- 1951 : Ils sont dans les vignes de Robert Vernay : Tabouret
- 1951 : Seul dans Paris de Hervé Bromberger : Auguste Duvernet
- 1953 : Le Bon Dieu sans confession de Claude Autant-Lara : Marfoisse
- 1953 : La Tournée des grands ducs d'André Pellenc : Le domestique de la baronne
- 1954 : Tourments de Jacques Daniel-Norman : Lucien
- 1955 : Si Paris nous était conté de Sacha Guitry : Un moine
- 1956 : La Traversée de Paris de Claude Autant-Lara : Alfred Couronne
- 1956 : Les carottes sont cuites de Robert Vernay : M. Dupuis
- 1957 : Assassins et Voleurs de Sacha Guitry : L'huissier du tribunal
- 1957 : La Bonne Tisane de Hervé Bromberger : Le concierge de l'hôpital
- 1958 : Péché de jeunesse de Louis Duchesne : Le portier de l'hôtel
- 1958 : Philippe d'Édouard Molinaro (Court métrage)

## Théâtre
- 1940 : Ce coquin de soleil opérette de Raymond Vincy, mise en scène René Pujol, Théâtre des Célestins